# イラン・イラク戦争
イラン・イラク戦争（イラン・イラクせんそう、ペルシア語: جنگ ایران و عراق、アラビア語: حرب الخليج الأولى）は、1980年から1988年にかけて、イランとイラクとの間で行われた戦争。1980年9月22日に始まり、1988年8月20日に国際連合安全保障理事会の決議を受け入れる形で停戦を迎えた。
「イライラ戦争｣、「イ・イ戦争」とも呼ばれた。また「（ペルシャ）湾岸戦争」と呼ばれた時期もあったが、1990年代以降の日本では「湾岸戦争」と呼ぶ場合、1990年-1991年のイラクのクウェート侵攻に端を発した戦争（第二次湾岸戦争）を指すようになった。しかし、アラブ諸国では、第一次湾岸戦争と呼ばれることも少なくない。

## 背景
この戦争はイスラム教内のシーア派とスンナ派の歴史的対立や、アラブとペルシアの歴史的な対立の構図を現代に復活させたといえる。また、イスラム革命に対する周辺国と欧米の干渉戦争と捉えることもできる。
両国の石油輸出にとって要所であるシャットゥルアラブ川（アルヴァンド川）の使用権をめぐる紛争は、戦争以前にも長年の間、衝突の原因だった。シャットゥルアラブ川（アルヴァンド川）はペルシア湾に注ぎ込むチグリス川・ユーフラテス川の下流域で、両国の国境にあたる。同河川沿いの都市バスラはイラク第二の都市で、石油積み出し場として重要な港でもあった。
イランでは1979年にシーア派によるイスラム革命があり、親米で君主制を行っていたパーレビー王朝による白色革命や古代アケメネス朝ペルシア帝国を称えるイラン建国二千五百年祭典の世俗性を批判していたホメイニーの指導下、周辺のスンニ派のアラブ諸国とは異なる政治体制「イスラム共和制」を敷き、宗派だけでなくて世俗主義や君主制でも相容れないアラブ諸国の警戒感を強めたが、イラン国内の混乱が増し、保守派の粛清のために軍事系統にも乱れがあると見られ、敵対する周辺国にとっては好機であった。
一方、イラクでは1979年当時大統領に就任したサッダーム・フセインは、アラブ帝国の再興を掲げるイラク・バアス党を反対派の粛清で掌握して独裁を確立した。それは、エジプトのアンワル・アッ＝サーダート大統領（第四次中東戦争の英雄から一転イスラエルとの和平により、前年1978年のバグダードでの首脳会議によってアラブ連盟を追われた）に代わってアラブの盟主となって古代メソポタミア文明の栄光を蘇らせる野望を抱いたからであった。石油危機で高価になった原油の輸出で得た潤沢な資金を投じた積極的な軍備拡張でイラクは中東最大・世界第四位の軍事大国となり、自らがパーレビー王朝と結んでいたアルジェ合意をテレビの前で破り捨てた。そしてイラクは更に、イランの重要な油田地帯であるフーゼスターン州（古代にメソポタミアからの侵略を何度も受けていた）を「アラビースターン」と呼んで、アラブ領土の失地回復という大義名分でイラク領への編入を目論んだ。

## 経過

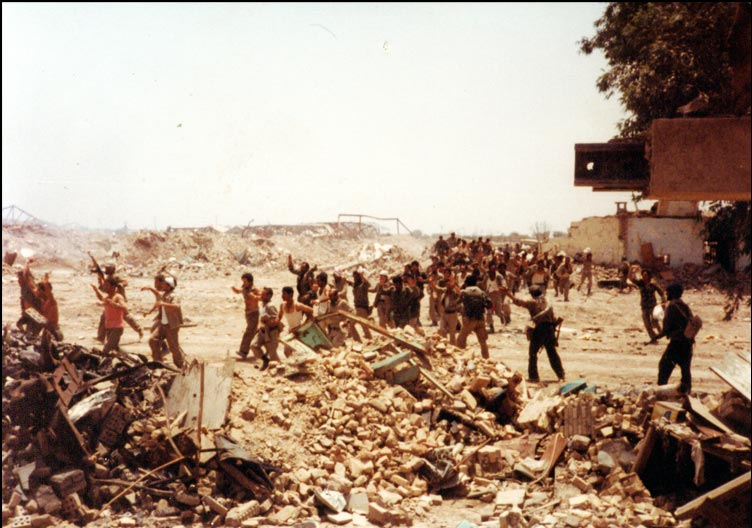
ホッラムシャハル奪回時に投降したイラク兵。

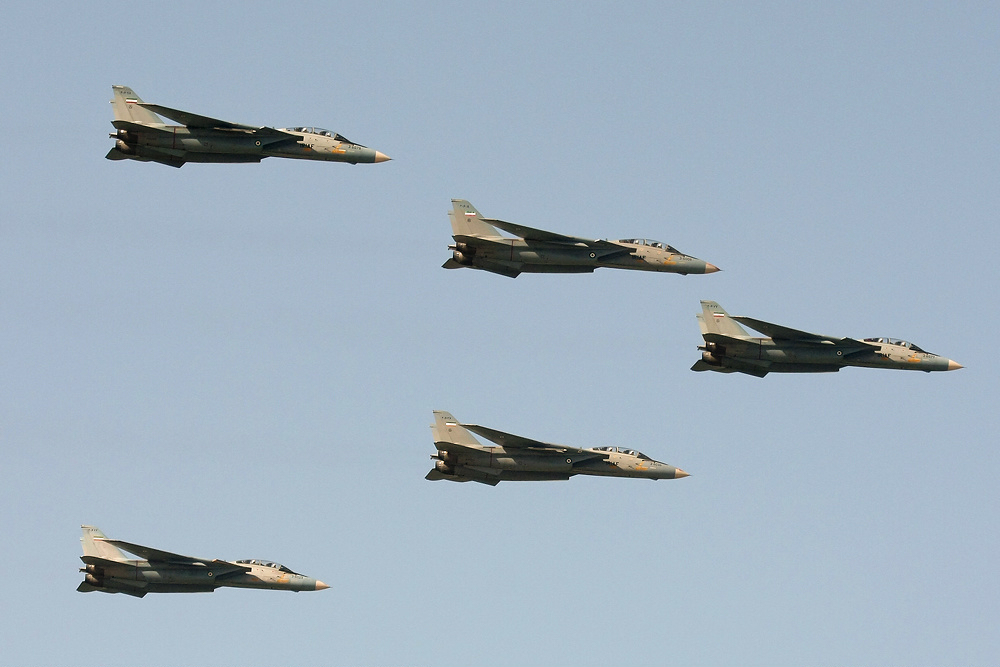
イラン空軍はパフラヴィー朝時代に当時最新鋭クラスのF-14Aトムキャット戦闘機を導入していた。これらは革命後も保有していたが、開戦当初は粛清による人員の不足から、高性能レーダーを生かした早期警戒機として運用するにとどまっていた。
（写真は2011年撮影）

### イラクの奇襲

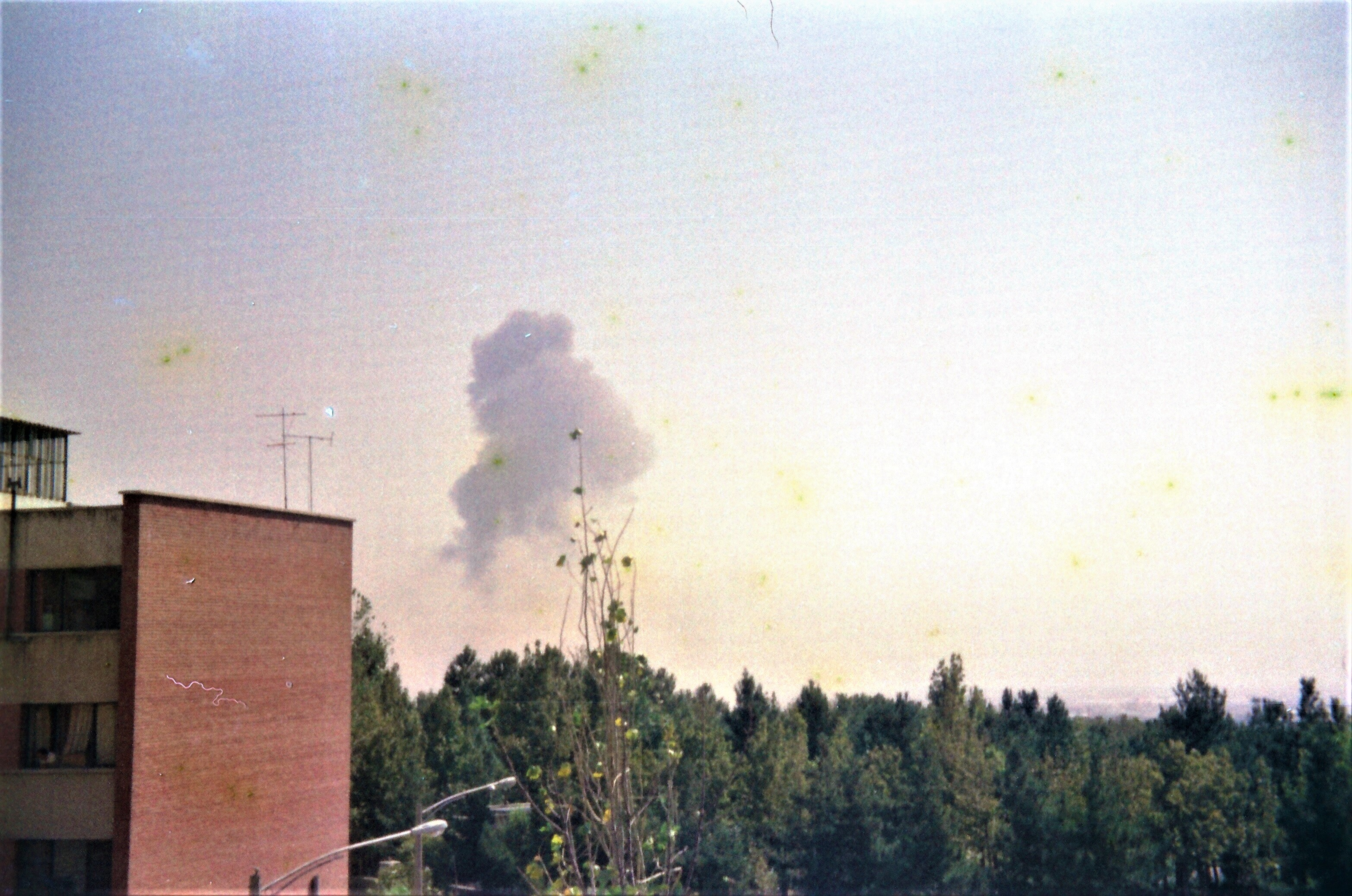
イラン・イラク戦争 1980年9月22日 - テヘラン

1980年9月22日未明、イラク軍が全面攻撃、イランの10の空軍基地を爆撃、イラン軍が迎撃するという形で戦争は始まった。ただし、9月に入った時点で国境地帯での散発的な戦闘や空中戦が起こっていた。この攻撃は、1975年にアルジェリアの仲介で、イランとイラクの国境を画定するために結ばれたアルジェ協定の一方的破棄であった。この急襲で基地施設の破壊は成功したが、肝心な戦闘機の破壊は失敗。翌日、イラクは両国の644kmに渡る国境線を越え三方向から地上軍を侵攻。南部戦線ではフーゼスターン州に橋頭堡を確保しシャットゥルアラブ川（アルヴァンド川）流域のアーバーダーンやホッラムシャフルを包囲する目的だった。中部戦線ではイーラーム州のザグロス山脈の麓を制圧した。これはイランの反撃に備えるためで、北部戦線ではスレイマニヤの制圧を目指した。これはイランの反攻でキルクークの石油施設が破壊されるのを防ぐ狙いであった。
準備の面で勝るイラク軍は、革命で混乱したイラン軍の指揮系統などの弱点をついた。イランは正規軍であるイラン・イスラム共和国軍と、正規軍の反乱に備えて創設されたイスラム革命防衛隊が共同して作戦を実施することができなかった。それでも、破壊を免れたイラン空軍機は制空権を確保してイラクの石油施設や首都バグダードなどを爆撃したほか、イラン海軍はバスラを攻撃した。しかし、イラク軍はホッラムシャハルを占領、アフヴァーズを目指す勢いであり、11月にはイラン西部国境地帯の一部を占領した（詳細はイラン侵攻 (イラン・イラク戦争)を参照）。
イランの軍備は長らく親米政権であったため、ほとんどが米国製であった。これらを扱う技術者もアメリカ人であったが、革命の際に全員が国外退去となり、兵器の整備や部品調達が難しくなっていた。
イランのイスラム革命に介入しようと、当時懸案のイランアメリカ大使館人質事件で対立関係にあったアメリカ合衆国や欧州、ソ連、中華人民共和国などはイラクを積極支援した。当時サウジアラビアに次ぐ世界第2の石油輸出国だったイラクは戦争を先進国の利害に直接結びつけ、石油危機に怯える石油消費国を戦争に巻き込む戦術をとっていた。また、革命後のイラン国内では反米運動が盛りあがり、イランのイスラム革命精神の拡大を恐れたことも関係する。
特にソ連、フランス、中華人民共和国は1980年から1988年までイラクの武器輸入の90%も占め、後の石油食料交換プログラムでもソ連の後継国ロシア、フランス、中華人民共和国の3カ国はイラクから最もリベートを受けている。アラブ諸国はスンナ派や世俗的な王政・独裁制が多い為、イランの十二イマーム派イスラム革命の輸出を恐れイラクを支援し、クウェートはペルシア湾対岸にイランを臨むことから、積極的にイラクを支援、資金援助のほか、軍港を提供するなどした。国内にイスラム教徒を抱えていたソ連はイスラム革命後にイランの隣国アフガニスタンに侵攻しているが、これはアフガニスタンの親ソ政権の転覆を恐れた為とされている。イラクを全面支援してイランの鼻先を通るクウェートのタンカーにはソ連の護衛が付いており、イランは手出しができなかった。
東西諸国共に対イラン制裁処置を発動、物資、兵器の補給などが滞り、また革命の混乱も重なって人海戦術などで応じるしかなかったため、イラン側は大量の犠牲者を出す。兵力は1000人規模で戦死者が共同墓地に埋葬されている。全般的に劣勢で、時にはイラン兵の死体が石垣のように積み重なることもあった。完全に孤立したイランはイラクへの降伏を検討しなければならなくなっていた。

### 形勢の逆転
しかし、イラクの予想よりもイラン国民の士気は高く、20万を越える義勇兵が前線に加わった。イラク軍部と与党であるバアス党の意見の違いなどから、戦線は1981年5月には膠着。政治的に完全に孤立したように見えたイランであったが、中国は1980年から1988年までイラン最大の武器供給国であり、これは革命前のイランに訪れた最後の外国首脳である華国鋒が、パフラヴィー朝を支持したと見做されたことで冷却化した関係を修復するためとされ、その裏では中国はイラクの反発を避けるために、その2倍以上の武器を同国にも供与していた。当時の中央情報局（CIA）は「中国はイラン最大の武器供給国だが、皮肉なことに中国最大の武器取引相手はイラクである」と報告している。また、米国もイラクに対する武器輸出や経済援助などを行う裏で、革命の際のテヘランのアメリカ大使館占拠事件において、人質の解放をめぐる取引の一環かつニカラグア内戦を戦う反共部隊「コントラ」への資金援助のため、ある時期にイランに対しても武器輸出を行った（イラン・コントラ事件）。さらにパフラヴィー朝と友好関係にあったイスラエルは、イラクとも敵対していたために「敵の敵は味方」の方針でイランに武器を援助しており、米国製部品をイスラエルが調達する代わりに、イスラエルはマーク・リッチを通じてイランから石油を得ていた。加えて、スンナ派主導の他のアラブ諸国と異なり、国家元首のアサド一族をはじめ、少数派のアラウィー派が政権を握るシリアと、独自のイスラム教社会主義を掲げるリビア、共産主義で反米的な北朝鮮がイランに味方した。奇しくもイスラエルとアラブ諸国の中でも反イスラエルの急先鋒だったシリアとリビア、イスラエルの後ろ盾のアメリカと対立していた北朝鮮が、それぞれの思惑でイランを支援し間接的な共闘関係が発生した。北朝鮮はイランを支援したことを理由に、1980年10月にイラクから断交されており、このときから親密なイランと北朝鮮の関係が構築された。シリアについてもイラン・イラク戦争以来事実上の同盟関係を継続しており、後の2011年から続くシリア内戦でイランは終始アサド政権を支持・支援し、アサド政権が守勢に回っていた時期には地上軍を派兵している。
1981年6月7日、イスラエル空軍機がヨルダン、サウジアラビア領空を侵犯し、イラク領に侵入、フランスの技術で建造中の原子力発電所を空爆、破壊した（イラク原子炉爆撃事件）。このため、イラクはイスラエル方面の防空を強化しなければならなくなった。
1982年4月、シリア経由のパイプラインが止められ、イラクが石油の輸出をできなくなった頃から戦況は動き始める。5月24日にイランはホッラムシャハル港を奪回、3万人のイラク兵を捕虜とした。6月には旧領土ほぼ全域を奪還、逆にイラク国内への攻勢に出る。イランの勝利もありうると考えたイラク側が休戦を持ちかけるきっかけとなったが、戦況を巻き返したイラン（とりわけ最高指導者ホメイニ）はフセイン体制打倒に固執した為、戦争は終結しなかった。11月にはイラク軍が反撃、イランのカーグ島の石油基地を破壊した。

### 沈静化
この年、シリアの占領下のレバノンにイスラエル軍が侵攻、レバノン内戦が再燃。このため欧米の目は急速にレバノンへ向き、火消しに躍起になった。アメリカはフランスと共に軍をレバノンへ派遣した。なお、このレバノン内戦の裏ではイスラエルとイラン間で密接に連絡していた。また、1982年、イギリスがフォークランド戦争、アメリカは1983年10月グレナダ侵攻、ソ連もアフガニスタンで手間取った為、世界の目はこの戦争から離れた。しかし、1983年にレバノンのアメリカ・フランス軍のキャンプが自爆テロ攻撃を受けた為、報復にシリア軍を艦砲射撃して1984年2月に撤退した（アメリカ大使館爆破事件）。

### 再燃
アメリカ軍撤退の直後、イラン・イラク間の戦闘が再燃した。3月に国際連合の調査によりイラクの化学兵器、タブンなどの毒ガス兵器使用が判明すると、戦争に対する世界的な非難が高まった。11月にイラクはアメリカと正式に国交を回復し、援助は公式なものとなった。
翌1985年3月、イランとイラクは相互に都市をミサイルで攻撃。イラクはソ連のスカッドを改良した「アル・フセイン」をイランの都市へ撃ち込んだが、これによってイランはミサイル開発にこだわるようになる。5月にはイラク空軍機、テヘラン空襲。1986年6月にはイラク軍のミサイルがイランの旅客列車に命中した。

### アメリカの介入

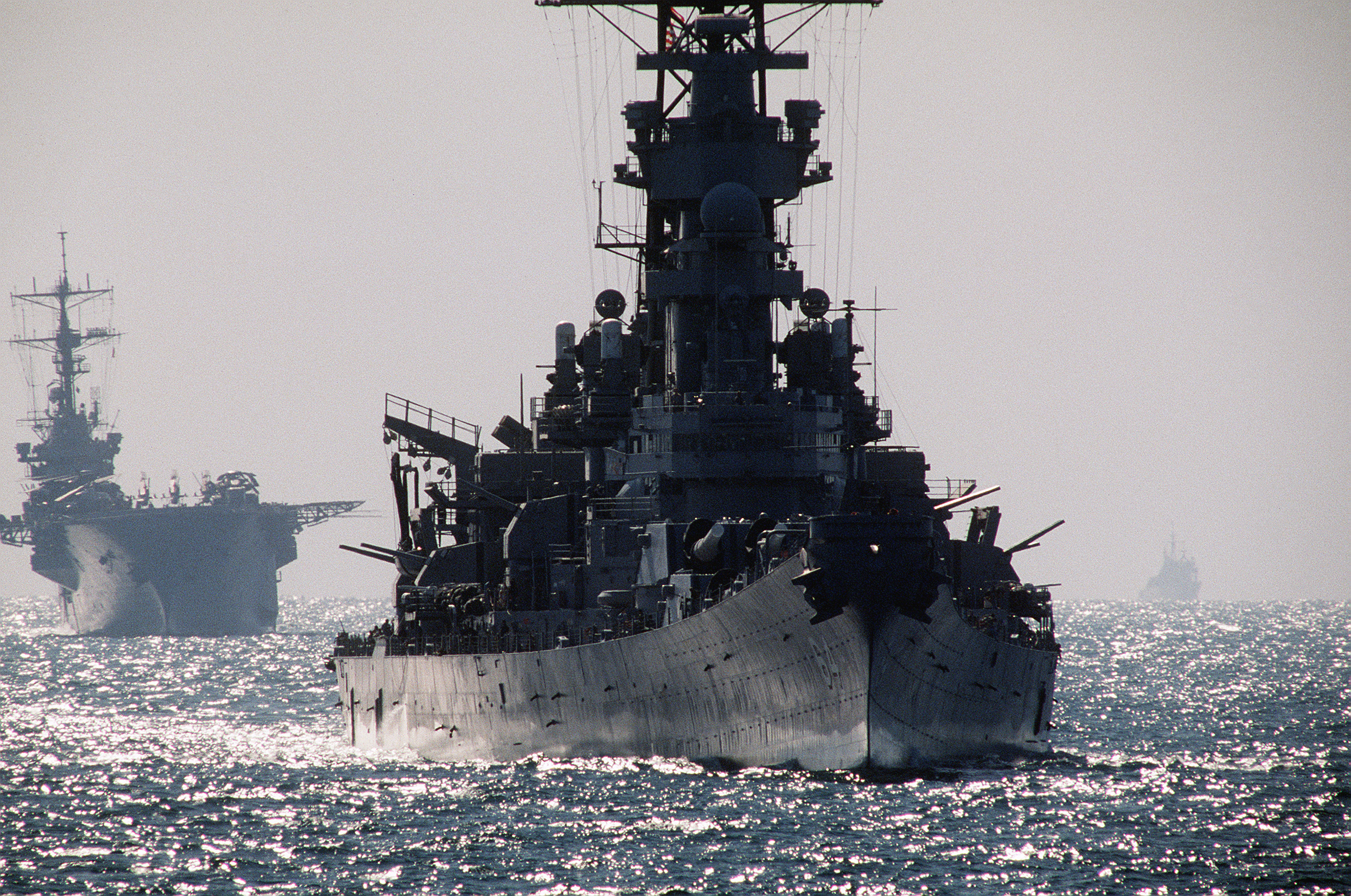
アーネスト・ウィル作戦で出動したアメリカ海軍のアイオワ級戦艦ウィスコンシン。

両国が殺戮の応酬を繰り返す中の1986年3月、イランを支援し続けるリビア（リビアは当時チャド・リビア紛争もしていた）とアメリカ軍機がシドラ湾で交戦、アメリカは4月にリビアを攻撃した。しかし12月、アメリカでイラン・コントラ事件が暴露されてしまった。大統領ロナルド・レーガンは窮地に立たされると、取引を持ちかけたのはイランだとして激しく非難した。クウェートへの攻撃を防ぐ為、クウェートのタンカーには星条旗を掲げさせ、アメリカ軍艦の護衛をつけた（アーネスト・ウィル作戦）。この一連の過程で、1988年7月3日にはアメリカ海軍巡洋艦ヴィンセンスによるイラン航空655便撃墜事件が発生する。
対してイランは1987年1月に「カルバラ5号作戦」を実行。イラク領へ向け南部戦線に大攻勢をかけ、ようやくイラク軍に損害を与えることができた。また、イラク国内の反政府的なクルド人を支援して反乱を起こすよう仕向け、イラク軍の弱体化を狙ったが、これに対してイラク軍は反乱クルド人に化学兵器を使用したため、事態を知ったイラン軍の士気は下がった。
7月20日、国際連合安全保障理事会が598号決議を採択した。即時停戦ほか、公正な機関による戦争責任の調査、交戦を継続する場合には武器の輸出停止、経済制裁を行うという内容であった。先にイラクが受諾の姿勢を見せたが、8月からペルシャ湾に大量の機雷が浮遊するようになる。イラクは報復としてイランのタンカーを攻撃、9月からアメリカ軍のヘリコプターが出動したが、これに対してイランはアメリカのタンカーを攻撃した（タンカー戦争）。
またアメリカ海軍は10月、アーネスト・ウィル作戦としてクウェートが保有するアメリカ船籍の石油タンカーの護衛についていたが、タンカーが攻撃を受けたことから、報復として10月19日にイランの持つ2つの油田を攻撃した (Operation Nimble Archer 作戦) 。また、この作戦は歴史上最大の株価暴落 (ブラックマンデー) を引き起こした。
1988年2月、イランとイラクは相互都市攻撃を再開、ここにおいてアメリカ軍がペルシャ湾に出動、4月14日にイランとの間で交戦となった（プレイング・マンティス作戦）。さらに、それまでイランに寛容だったサウジアラビアが断交を通告。イランは7月に安保理決議598号の受諾を表明し、8月20日に停戦が発効した。
この戦争の間、ペルシャ湾岸諸国（サウジアラビア・クウェート・アラブ首長国連邦・カタール・バーレーン・オマーン）は湾岸協力会議（GCC）を結成し、地域の安定を求めた。GCCはアメリカが後ろ盾となり、各国にアメリカ軍兵器を輸出した（サウジアラビアは見返りとしてアメリカからF-15戦闘機などを購入することができた）。また、サウジアラビアは米国には秘密で中国の弾道ミサイルDF-3を導入してイランからの攻撃に備えた。
1989年6月、イランの革命の父ことホメイニーが死去した。翌1990年9月10日にはイラン・イラク両国間で国交が回復した。
なお、1990年の8月2日にイラクはクウェート侵攻を起こしており、翌年に湾岸戦争となった。

## 影響

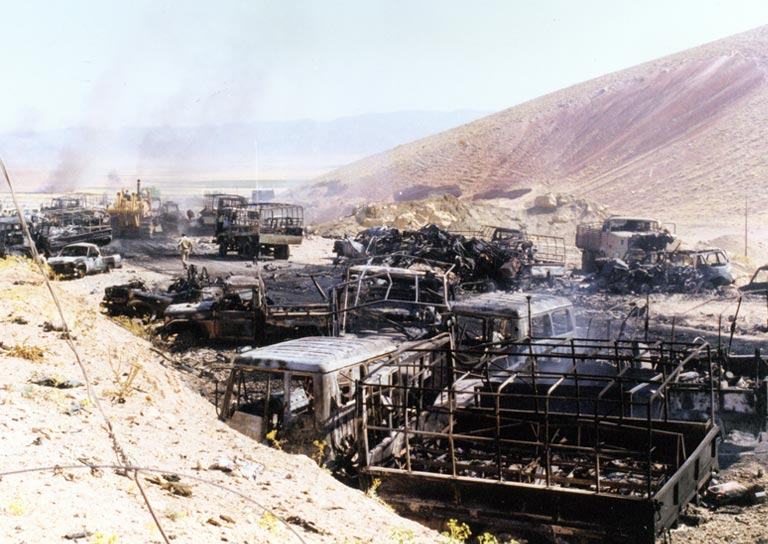
撃退されたムジャヒディン・ハルク (MEK)。1988年

両国の犠牲者は100万人程度と推定され、経済的な被害も大きい。
一説では、この戦争を通じてイラクがクウェートに対して抱え込んだ負債を帳消しにすることが、湾岸戦争へ発展する、イラクによるクウェート侵攻の目的のひとつであったとされる。

## 日本との関連

### 戦争勃発時
いくつかの日本企業はイランにODA(政府開発援助)としてイラク国内で土木工事などを請け負っており、1980年9月22日の最初の攻撃から脱出を試みようとした日本人が犠牲になっている。モスルからの脱出に関連した事件については作家の西川司が記載している。西川はこの事件をきっかけに「異邦の仔」を執筆している。

### 在留邦人脱出
なかなか終わらない戦争に対し、日本では両国の名前をもじって「イライラ戦争」と呼ばれた。両国の都市爆撃の応酬が続く最中の1985年3月17日、48時間の猶予期限以降にイラン上空を飛ぶ航空機は、無差別に攻撃するとサッダーム・フセイン大統領が突如宣言した。
この宣言後、イランに住む日本人以外の外国人は、おのおの自国の航空会社や軍の救援機によって順次イランから脱出していった。
しかし、日本においては、当時の自衛隊法は自衛隊の外国における活動を人道目的を含めて想定しておらず、自衛隊機を派遣するのは不可能だった。そのため日本航空にチャーター便の派遣を依頼、日航はジャンボ機を待機させたものの、何人の在留邦人が救援機を必要とするのか分からないことを理由に外務省が断念した。その間、在イラン日本大使館では手を尽くして救援機を派遣した各国と交渉したものの、いずれの国も自国民救出に手一杯であり、希望者全てを乗せてもらうことは到底かなわず、未だ200名を超えるイラン在外日本人が全く脱出方法が見つからずに、生命の危機に瀕する状況にあった。

### オザルトルコ首相の英断
しかし、土壇場で個人的な親交に一縷の望みを託した、伊藤忠商事イスタンブール支店長の森永堯が、トルコのオザル首相に救援を要請したところ、同首相の迅速な英断により、ターキッシュ・エアラインズがテヘランに飛来し、215名の在留邦人をトルコへと救出した。タイムリミットの1時間15分前のことだった。
なお、トルコ機は自国が近隣に位置することから陸路での脱出もできる自国民よりも日本人の救出を最優先し、実際この救援機に乗れなかったトルコ人約500名は陸路自動車でイランを脱出した。このようなトルコ政府とトルコ航空の厚情の背景には、1890年（明治23年）日本に親善訪問した帰途、和歌山沖で遭難したフリゲートエルトゥールル号救助に際し日本から受けた恩義に報いるという意識もあったと言われている。
2015年、日本・トルコ修好125周年を記念し、エルトゥールル号遭難事件とテヘラン邦人救出劇を描いた映画『海難1890』が日本・トルコ合作映画として製作された。しかし、この映画では、伊藤忠の森永堯は登場せず、トルコ側に働きかけたのは、野村豊テヘラン駐在大使だったということになっている。一方、野村自身は、自分がやったとは発言しておらず、「日常的に、一般的な意味で、テヘランにおいて（トルコ大使を含む）各国大使に、『もし日本が困ることがあったら、よろしく』という話はしていた」だけだと語っている。

### 航行の自由の確保
上記のようにタンカーなどへの攻撃を行うようになると、日本も、ペルシャ湾における航行の安全確保への直接的貢献として掃海艇の派遣を検討していたが、1987年8月27日には、衆議院内閣委員会において中曽根康弘内閣総理大臣により、機雷除去は武力行使にあたらず海上自衛隊が公海上でこれを行うことは合法であり海外派兵にもあたらないが、国際紛争に巻き込まれる恐れがあるような場所に自衛隊を派遣することは適当でないとの政治判断が示された。
一方、9月8日にはワシントンにおいて「目に見える日本の貢献」を求める申し入れが行われ、オプションとして掃海艇の派遣やペルシャ湾での作戦費用（10億ドル）の分担、米艦船の修理費用の分担および在日米軍経費の大幅増額などが提示されたほか、同月14日にも東京にてアンダーソン公使より「掃海艇派遣は引き続き最優先検討事項たるべし」との申し入れが行われた。これに対し、9月21日の日米首脳会談において、中曽根総理からロナルド・レーガン大統領に対して、「自衛隊の派遣はできないが、幅広く可能な限りの政府としての貢献の方法を検討中」と伝えられた。
掃海艇にかわるオプションとして浮上したのが、海上保安庁の巡視船を派遣して、日本船に対する情報の提供と救難活動を行うという案であった。9月中旬ごろから10月初めにかけて、外務省と海上保安庁とで検討が行われ、海上保安庁側は「本来自衛隊が行うべきであるにもかかわらず政治的に不可能であるために、攻撃に対してより脆弱な巡視船が対応させられるのは納得できない」との態度であったが、後に中曽根総理自身の指示もあって、相当細部に至る詰めが行われた。しかし後藤田正晴内閣官房長官が強硬に反対し、また渡米した宮澤喜一大蔵大臣および栗原祐幸防衛庁長官からの情報もあって、10月1日、中曽根総理より「巡視船の派遣は中止する」との指示があった。
一方、10月3日に栗原防衛庁長官と会談したキャスパー・ワインバーガー米国防長官より、デッカ航法への日本の協力について示唆があった。外務省は直ちに同システムについての調査・検討に着手、計画をまとめて、10月7日に同システムの建設協力および資金拠出について総合安全保障関係閣僚会議および閣議で決定した。またあわせて、国際連合への緊急拠出、および日本輸出入銀行を介したオマーン、ヨルダンへの支援も決定された。

## 主要な戦闘
- アーバーダーン包囲戦1980年11月2日
- デズフールの戦い1981年1月5日
- タリーゴル＝コッズ作戦1981年11月29日
- ファトホル＝モビーン作戦1982年3月22日
- ホッラムシャフル解放戦1982年4月24日
- ベイトル＝モガッダス作戦1982年4月24日
- ラマダン作戦1982年7月13日
- 第1次ヴァル・ファジュル作戦1983年2月6日
- ヴァル・ファジュル作戦1983年2月6日
- 沼沢地の戦い1984年2月15日
- ヘイバル作戦1984年2月22日
- バドル作戦1985年3月11日
- 第1次アル＝ファオの戦い1986年2月9日
- ナスル第4号作戦1987年5月

## 関連作品
映画
- デザート・ライオン（1995年、イラン）
- デザート・イーグル（1995年、イラン）
- 海難1890（2015年、日本・トルコ合作）
- ロスト・ストレイト（2018年、イラン）